# Porsche Supercup 2024
Die Porsche-Supercup-Saison 2024 (offiziell Porsche Mobil 1 Supercup 2024) war die 32. Saison des Porsche Supercups. Es gab acht Rennen, welche in Europa ausgetragen wurden. Die Saison startete am 17. Mai in Imola und endete am 1. September in Monza.

## Teams und Fahrer
| Bild | Team                        | Auto # | Fahrer                            | Status | Rennwochenende | Quelle |
| --- | --------------------------- | ------ | --------------------------------- | ------ | -------------- | ------ |
| BWT Lechner Racing | BWT Lechner Racing          | 01     | Harry King                        |        | Alle           | [ 1 ]  |
| BWT Lechner Racing | BWT Lechner Racing          | 02     | Robert de Haan                    | R      | Alle           | [ 1 ]  |
| BWT Lechner Racing | BWT Lechner Racing          | 03     | Theo Oeverhaus                    | R      | Alle           | [ 1 ]  |
| Proton Huber Competition | Proton Huber Competition    | 04     | Alexander Tauscher                | R      | Alle           | [ 1 ]  |
| Proton Huber Competition | Proton Huber Competition    | 05     | Sebastian Freymuth                | R      | Alle           | [ 1 ]  |
| Proton Huber Competition | Proton Huber Competition    | 06     | Roar Lindland                     |        | 1–2, 4–8       | [ 1 ]  |
| Proton Huber Competition | Proton Huber Competition    | 06     | Horst Felix Felbermayr            | G      | 3              | [ 2 ]  |
| Proton Huber Competition | Proton Huber Competition    | 042    | Horst Felix Felbermayr            | G      | 5              | [ 3 ]  |
| Proton Huber Competition | Proton Huber Competition    | 031    | Fabian Alberto Taraborelli        | G      | 1              | [ 4 ]  |
| Proton Huber Competition | Proton Huber Competition    | 038    | Josh Stanton                      | G      | 4              | [ 5 ]  |
| Proton Huber Competition | Proton Huber Competition    | 043    | Flynt Schuring                    | G      | 6–7            | [ 6 ]  |
| Proton Huber Competition | Proton Huber Competition    | 047    | Daniel Ros                        | G      | 7              | [ 7 ]  |
| Proton Huber Competition | Proton Huber Competition    | 047    | Dominique Bastien                 | G      | 8              | [ 8 ]  |
| Dinamic Motorsport SRL | Dinamic Motorsport SRL      | 07     | Aldo Festante                     | R      | Alle           | [ 1 ]  |
| Dinamic Motorsport SRL | Dinamic Motorsport SRL      | 08     | Francesco Braschi                 | R      | 1–4, 6–8       | [ 1 ]  |
| Dinamic Motorsport SRL | Dinamic Motorsport SRL      | 08     | Loek Hartog                       | G      | 5              | [ 3 ]  |
| Dinamic Motorsport SRL | Dinamic Motorsport SRL      | 09     | Jaap van Lagen                    |        | Alle           | [ 1 ]  |
| Schumacher CLRT | Schumacher CLRT             | 010    | Marvin Klein                      |        | Alle           | [ 1 ]  |
| Schumacher CLRT | Schumacher CLRT             | 011    | Alessandro Ghiretti               |        | Alle           | [ 1 ]  |
| Schumacher CLRT | Schumacher CLRT             | 012    | Larry ten Voorde                  |        | Alle           | [ 1 ]  |
| Martinet / Forestier Racing | Martinet / Forestier Racing | 013    | Louis Rousset                     | R      | Alle           | [ 1 ]  |
| Martinet / Forestier Racing | Martinet / Forestier Racing | 014    | Fernando Monje                    |        | 1–2            | [ 1 ]  |
| Martinet / Forestier Racing | Martinet / Forestier Racing | 014    | Dirk Schouten                     | G      | 3              | [ 2 ]  |
| Martinet / Forestier Racing | Martinet / Forestier Racing | 014    | Michael Crees                     | G      | 4              | [ 5 ]  |
| Martinet / Forestier Racing | Martinet / Forestier Racing | 014    | Marlon Hernandez                  | G      | 6              | [ 6 ]  |
| Martinet / Forestier Racing | Martinet / Forestier Racing | 014    | Gianmarco Quaresmini              | G      | 7–8            | [ 7 ]  |
| Martinet by Alméras | Martinet by Alméras         | 016    | Mathys Jaubert                    | R      | Alle           | [ 1 ]  |
| Martinet by Alméras | Martinet by Alméras         | 017    | Victor Bernier                    | R      | 1–6, 8         | [ 1 ]  |
| Martinet by Alméras | Martinet by Alméras         | 017    | Paul Meijer                       | G      | 7              | [ 7 ]  |
| Ombra S.R.L. | Ombra S.R.L.                | 018    | Keagan Masters                    |        | Alle           | [ 1 ]  |
| Ombra S.R.L. | Ombra S.R.L.                | 019    | Lirim Zendeli                     | R      | Alle           | [ 1 ]  |
| Ombra S.R.L. | Ombra S.R.L.                | 020    | Risto Vukov                       |        | 1–5, 8         | [ 1 ]  |
| Ombra S.R.L. | Ombra S.R.L.                | 020    | Dirk Schouten                     | G      | 6              | [ 6 ]  |
| Ombra S.R.L. | Ombra S.R.L.                | 048    | Anthony Imperato                  | G      | 8              | [ 8 ]  |
| GP Elite | GP Elite                    | 021    | Sören Spreng                      |        | 1–2, 7         | [ 1 ]  |
| GP Elite | GP Elite                    | 021    | Cedric Chassang                   | G      | 5–6            | [ 3 ]  |
| GP Elite | GP Elite                    | 021    | Wouter Boerekamps                 | G      | 8              | [ 8 ]  |
| GP Elite | GP Elite                    | 022    | Samer Shahin                      |        | Alle           | [ 1 ]  |
| Universer by Team GP Elite | Universer by Team GP Elite  | 023    | Huub van Eijndhoven               |        | Alle           | [ 1 ]  |
| Universer by Team GP Elite | Universer by Team GP Elite  | 024    | Kas Haverkort                     | R      | Alle           | [ 1 ]  |
| Universer by Team GP Elite | Universer by Team GP Elite  | 025    | Ariel Levi                        | R      | Alle           | [ 1 ]  |
| Bild gesucht Die Wikipedia wünscht sich an dieser Stelle ein Bild. Falls du dabei helfen möchtest, erklärt die Anleitung , wie das geht. | The Driving Experiences Srl | 026    | Diego Bertonelli                  | G      | 1, 8           | [ 9 ]  |
| Bild gesucht Die Wikipedia wünscht sich an dieser Stelle ein Bild. Falls du dabei helfen möchtest, erklärt die Anleitung , wie das geht. | The Driving Experiences Srl | 027    | Horst Felix Felbermayr            | G      | 1, 8           | [ 9 ]  |
| Bild gesucht Die Wikipedia wünscht sich an dieser Stelle ein Bild. Falls du dabei helfen möchtest, erklärt die Anleitung , wie das geht. | The Driving Experiences Srl | 049    | Paolo Gnemmi                      | G      | 8              | [ 8 ]  |
| Bild gesucht Die Wikipedia wünscht sich an dieser Stelle ein Bild. Falls du dabei helfen möchtest, erklärt die Anleitung , wie das geht. | Prima Ghinzani Motorsport   | 028    | Giuseppe Guirreri                 | G      | 1, 8           | [ 9 ]  |
| Bild gesucht Die Wikipedia wünscht sich an dieser Stelle ein Bild. Falls du dabei helfen möchtest, erklärt die Anleitung , wie das geht. | Prima Ghinzani Motorsport   | 029    | Pietro Armanni                    | G      | 1, 8           | [ 9 ]  |
| Bild gesucht Die Wikipedia wünscht sich an dieser Stelle ein Bild. Falls du dabei helfen möchtest, erklärt die Anleitung , wie das geht. | Prima Ghinzani Motorsport   | 030    | Simone Iaquinta                   | G      | 1, 8           | [ 9 ]  |
| MRS GT-Racing | MRS GT-Racing               | 032    | Carlos Eduardo Brugnara Taurisano | G      | 3              | [ 2 ]  |
| MRS GT-Racing | MRS GT-Racing               | 033    | Juan Pablo Vega Dieppa            | G      | 3              | [ 2 ]  |
| SP Racing - Swiss Eagle | SP Racing - Swiss Eagle     | 034    | Eugenio Pisani                    | G      | 3, 6           | [ 2 ]  |
| SP Racing - Swiss Eagle | SP Racing - Swiss Eagle     | 035    | Giorgio Maggi                     | G      | 3, 6           | [ 2 ]  |
| Bild gesucht Die Wikipedia wünscht sich an dieser Stelle ein Bild. Falls du dabei helfen möchtest, erklärt die Anleitung , wie das geht. | JTR                         | 036    | James Wallis                      | G      | 4              | [ 5 ]  |
| Bild gesucht Die Wikipedia wünscht sich an dieser Stelle ein Bild. Falls du dabei helfen möchtest, erklärt die Anleitung , wie das geht. | JTR                         | 037    | Ollie Jackson                     | G      | 4              | [ 5 ]  |
| Bild gesucht Die Wikipedia wünscht sich an dieser Stelle ein Bild. Falls du dabei helfen möchtest, erklärt die Anleitung , wie das geht. | Century Motorsport          | 039    | Angus Whiteside                   | G      | 4              | [ 5 ]  |
| Bild gesucht Die Wikipedia wünscht sich an dieser Stelle ein Bild. Falls du dabei helfen möchtest, erklärt die Anleitung , wie das geht. | Century Motorsport          | 040    | Gustav Burton                     | G      | 4              | [ 5 ]  |
| Bild gesucht Die Wikipedia wünscht sich an dieser Stelle ein Bild. Falls du dabei helfen möchtest, erklärt die Anleitung , wie das geht. | Century Motorsport          | 041    | George Gamble                     | G      | 4              | [ 5 ]  |
| Team GP Elite | Team GP Elite               | 044    | Niels Troost                      | G      | 7              | [ 7 ]  |
| Team GP Elite | Team GP Elite               | 045    | Wouter Boerekamps                 | G      | 7              | [ 7 ]  |
| Team GP Elite | Team GP Elite               | 046    | Jacques Groenewegen               | G      | 7              | [ 7 ]  |
| Dr. Ing. h.c. F. Porsche AG | Dr. Ing. h.c. F. Porsche AG | 911    | Timo Glock                        | G      | 3              | [ 2 ]  |

## Rennkalender
| Nr. | Datum         | Rennstrecke                                      | Distanz (km) | Sieger              | Zweiter             | Dritter             | Pole- Position   | Schnellste Rennrunde | Gesamtführender Fahrer | Gesamtführender Team |
| --- | ------------- | ------------------------------------------------ | ------------ | ------------------- | ------------------- | ------------------- | ---------------- | -------------------- | ---------------------- | -------------------- |
| 1.  | 19. Mai       | Autodromo Enzo e Dino Ferrari (Imola)            | 69,062       | Larry ten Voorde    | Harry King          | Marvin Klein        | Larry ten Voorde | Larry ten Voorde     | Larry ten Voorde       | BWT Lechner Racing   |
| 2.  | 26. Mai       | Circuit de Monaco (Monte Carlo)                  | 56,729       | Larry ten Voorde    | Harry King          | Keagan Masters      | Larry ten Voorde | Larry ten Voorde     | Larry ten Voorde       | BWT Lechner Racing   |
| 3.  | 30. Juni      | Red Bull Ring (Spielberg)                        | 77,724       | Larry ten Voorde    | Harry King          | Marvin Klein        | Marvin Klein     | Marvin Klein         | Larry ten Voorde       | BWT Lechner Racing   |
| 4.  | 07. Juli      | Silverstone Circuit (Silverstone)                | 64,801       | Larry ten Voorde    | Marvin Klein        | Robert de Haan      | Larry ten Voorde | Larry ten Voorde     | Larry ten Voorde       | Schumacher CLRT      |
| 5.  | 21. Juli      | Hungaroring (Mogyoród)                           | 70,096       | Harry King          | Marvin Klein        | Kas Haverkort       | Harry King       | Marvin Klein         | Larry ten Voorde       | Schumacher CLRT      |
| 6.  | 28. Juli      | Circuit de Spa-Francorchamps (Spa-Francorchamps) | 84,048       | Marvin Klein        | Huub van Eijndhoven | Harry King          | Marvin Klein     | Marvin Klein         | Larry ten Voorde       | Schumacher CLRT      |
| 7.  | 25. August    | Circuit Zandvoort (Zandvoort)                    | 72,403       | Larry ten Voorde    | Jaap van Lagen      | Huub van Eijndhoven | Larry ten Voorde | Larry ten Voorde     | Larry ten Voorde       | Schumacher CLRT      |
| 8.  | 01. September | Autodromo Nazionale di Monza (Monza)             | 81,102       | Alessandro Ghiretti | Larry ten Voorde    | Harry King          | Robert de Haan   | Robert de Haan       | Larry ten Voorde       | Schumacher CLRT      |

## Rennberichte

### Rennwochenende in der Emilia-Romagna 2024
| Platz | Fahrer           | Team               | Zeit      |
| ----- | ---------------- | ------------------ | --------- |
| 1     | Larry ten Voorde | Schumacher CLRT    | 25:54,440 |
| 2     | Harry King       | BWT Lechner Racing | + 1,871   |
| 3     | Marvin Klein     | Schumacher CLRT    | + 2,436   |
| PP    | Larry ten Voorde | Schumacher CLRT    | 1:42,447  |
| SR    | Larry ten Voorde | Schumacher CLRT    | 1:43,826  |

Das Porsche-Supercup-Rennwochenende in der Emilia-Romagna auf dem Autodromo Enzo e Dino Ferrari fand vom 17. bis 19. Mai 2024 statt und ging über eine Distanz von 14 Runden à 4,933 km, was einer Gesamtdistanz von 69,062 km entspricht.
Larry ten Voorde gewann das Rennen vor Harry King und Marvin Klein.

### Rennwochenende in Monaco
| Platz | Fahrer           | Team               | Zeit      |
| ----- | ---------------- | ------------------ | --------- |
| 1     | Larry ten Voorde | Schumacher CLRT    | 26:49,056 |
| 2     | Harry King       | BWT Lechner Racing | + 1,249   |
| 3     | Keagan Masters   | Ombra              | + 7,043   |
| PP    | Larry ten Voorde | Schumacher CLRT    | 1:32,846  |
| SR    | Larry ten Voorde | Schumacher CLRT    | 1:33,867  |

Das Porsche-Supercup-Rennwochenende in Monaco auf dem Circuit de Monaco fand vom 24. bis 26. Mai 2024 statt und ging über eine Distanz von 17 Runden à 3,337 km, was einer Gesamtdistanz von 56,729 km entspricht.
Larry ten Voorde gewann das Rennen vor Harry King und Keagan Masters.

### Rennwochenende in Österreich
| Platz | Fahrer           | Team               | Zeit      |
| ----- | ---------------- | ------------------ | --------- |
| 1     | Larry ten Voorde | Schumacher CLRT    | 28:07,990 |
| 2     | Harry King       | BWT Lechner Racing | + 4,067   |
| 3     | Marvin Klein     | Schumacher CLRT    | + 4,535   |
| PP    | Marvin Klein     | Schumacher CLRT    | 1:31,747  |
| SR    | Marvin Klein     | Schumacher CLRT    | 1:32,914  |

Das Porsche-Supercup-Rennwochenende in Österreich auf dem Red Bull Ring fand vom 28. bis 30. Juni 2024 statt und ging über eine Distanz von 18 Runden à 4,318 km, was einer Gesamtdistanz von 77,724 km entspricht.
Larry ten Voorde gewann das Rennen vor Harry King und Marvin Klein.

### Rennwochenende in Großbritannien
| Platz | Fahrer           | Team               | Zeit      |
| ----- | ---------------- | ------------------ | --------- |
| 1     | Larry ten Voorde | Schumacher CLRT    | 27:37,787 |
| 2     | Marvin Klein     | Schumacher CLRT    | + 0,478   |
| 3     | Robert de Haan   | BWT Lechner Racing | + 0,826   |
| PP    | Larry ten Voorde | Schumacher CLRT    | 2:01,703  |
| SR    | Larry ten Voorde | Schumacher CLRT    | 2:15,111  |

Das Porsche-Supercup-Rennwochenende in Großbritannien auf dem Silverstone Circuit fand vom 5. bis 7. Juli 2024 statt und ging über eine Distanz von 11 Runden à 5,891 km, was einer Gesamtdistanz von 64,801 km entspricht.
Larry ten Voorde gewann das Rennen vor Marvin Klein und Robert de Haan.

### Rennwochenende in Ungarn
| Platz | Fahrer        | Team                       | Zeit      |
| ----- | ------------- | -------------------------- | --------- |
| 1     | Harry King    | BWT Lechner Racing         | 29:02,466 |
| 2     | Marvin Klein  | Schumacher CLRT            | + 6,176   |
| 3     | Kas Haverkort | Universer by Team GP Elite | + 7,413   |
| PP    | Harry King    | BWT Lechner Racing         | 1:46,313  |
| SR    | Marvin Klein  | Schumacher CLRT            | 1:47,847  |

Das Porsche-Supercup-Rennwochenende in Ungarn auf dem Hungaroring fand vom 19. bis 21. Juli 2024 statt und ging über eine Distanz von 16 Runden à 4,381 km, was einer Gesamtdistanz von 70,096 km entspricht.
Harry King gewann das Rennen vor Marvin Klein und Kas Haverkort.

### Rennwochenende in Belgien
| Platz | Fahrer              | Team                       | Zeit      |
| ----- | ------------------- | -------------------------- | --------- |
| 1     | Marvin Klein        | Schumacher CLRT            | 31:45,264 |
| 2     | Huub van Eijndhoven | Universer by Team GP Elite | + 2,777   |
| 3     | Harry King          | BWT Lechner Racing         | + 4,732   |
| PP    | Marvin Klein        | Schumacher CLRT            | 2:20,058  |
| SR    | Marvin Klein        | Schumacher CLRT            | 2:21,046  |

Das Porsche-Supercup-Rennwochenende in Belgien auf dem Circuit de Spa-Francorchamps fand vom 26. bis 28. Juli 2024 statt und ging über eine Distanz von 12 Runden à 7,004 km, was einer Gesamtdistanz von 84,048 km entspricht.
Marvin Klein gewann das Rennen vor Huub van Eijndhoven und Harry King.

### Rennwochenende in den Niederlanden
| Platz | Fahrer              | Team                       | Zeit      |
| ----- | ------------------- | -------------------------- | --------- |
| 1     | Larry ten Voorde    | Schumacher CLRT            | 29:59,390 |
| 2     | Jaap van Lagen      | Dinamic Motorsport SRL     | + 1,203   |
| 3     | Huub van Eijndhoven | Universer by Team GP Elite | + 2,865   |
| PP    | Larry ten Voorde    | Schumacher CLRT            | 1:37,156  |
| SR    | Larry ten Voorde    | Schumacher CLRT            | 1:37,963  |

Das Porsche-Supercup-Rennwochenende in den Niederlanden auf dem Circuit Zandvoort fand vom 23. bis 25. August 2024 statt und ging über eine Distanz von 17 Runden à 4,259 km, was einer Gesamtdistanz von 72,403 km entspricht.
Larry ten Voorde gewann das Rennen vor Jaap van Lagen und Huub van Eijndhoven.

### Rennwochenende in Italien
| Platz | Fahrer              | Team               | Zeit      |
| ----- | ------------------- | ------------------ | --------- |
| 1     | Alessandro Ghiretti | Schumacher CLRT    | 31:12,611 |
| 2     | Larry ten Voorde    | Schumacher CLRT    | + 0,555   |
| 3     | Harry King          | BWT Lechner Racing | + 1,095   |
| PP    | Robert de Haan      | BWT Lechner Racing | 1:48,531  |
| SR    | Robert de Haan      | BWT Lechner Racing | 1:48,928  |

Das Porsche-Supercup-Rennwochenende in Italien auf dem Autodromo Nazionale di Monza fand vom 30. August bis 1. September 2024 statt und ging über eine Distanz von 14 Runden à 5,793 km, was einer Gesamtdistanz von 81,102 km entspricht.
Alessandro Ghiretti gewann das Rennen vor Larry ten Voorde und Harry King.

## Wertungen

### Punktesystem
Bei jedem Rennen bekamen die ersten zehn des Rennens 25, 20, 17, 14, 12, 10, 9, 8, 7, 6, 5, 4, 3, 2 bzw. einen Punkt(e). Es wurden keine Punkte für die Pole-Position oder für die schnellste Rennrunde vergeben.
| Platz  | 1  | 2  | 3  | 4  | 5  | 6  | 7 | 8 | 9 | 10 | 11 | 12 | 13 | 14 | 15 | PP | SR |
| Punkte | 25 | 20 | 17 | 14 | 12 | 10 | 9 | 8 | 7 | 6  | 5  | 4  | 3  | 2  | 1  | –  | –  |

### Fahrerwertung
| Pos.                                      | Fahrer            | Italien | Monaco | Osterreich | Vereinigtes Konigreich | Ungarn | Belgien | Niederlande | Italien | Punkte |
| ----------------------------------------- | ----------------- | ------- | ------ | ---------- | ---------------------- | ------ | ------- | ----------- | ------- | ------ |
| 01                                        | L. ten Voorde     | 1       | 1      | 1          | 1                      | 7      | 4       | 1           | 2       | 168    |
| 02                                        | H. King           | 2       | 2      | 2          | 4                      | 1      | 3       | 5           | 3       | 145    |
| 03                                        | M. Klein          | 3       | 5      | 3          | 2                      | 2      | 1       | 26*         | 6       | 121    |
| 04                                        | K. Masters        | 8       | 3      | 4          | 6                      | 5      | 6       | 13          | 4       | 90     |
| 05                                        | A. Ghiretti       | DNF     | 8      | 6          | 5                      | 6      | 5       | 9           | 1       | 85     |
| 06                                        | H. van Eijndhoven | 7       | 7      | 12         | 29*                    | 4      | 2       | 3           | 5       | 85     |
| 07                                        | R. de Haan        | 4       | 9      | 10         | 3                      | 16     | 7       | 4           | 7       | 76     |
| 08                                        | K. Haverkort      | 6       | 4      | 5          | 7                      | 3      | 18      | 6           | 29*     | 73     |
| 09                                        | J. van Lagen      | 12      | 6      | 9          | 9                      | 12     | 9       | 2           | 25      | 60     |
| 10                                        | M. Jaubert        | DNF     | 10     | 8          | 10                     | 8      | DNF     | 7           | 15      | 41     |
| 11                                        | T. Oeverhaus      | 5       | 12     | 7          | 11                     | 17     | 17      | 18          | 13      | 38     |
| 12                                        | L. Zendeli        | 17      | 11     | 15         | 8                      | 11     | 13      | 12          | 11      | 38     |
| 13                                        | A. Levi           | 9       | 15     | DNF        | 12                     | 13     | 8       | 21          | DNF     | 24     |
| 14                                        | A. Tauscher       | DNF     | 13     | DNF        | 18                     | 10     | 15      | 11          | 17      | 24     |
| 15                                        | F. Braschi        | 16      | 16     | 11         | 26                     |        | 16      | DNF         | 10      | 16     |
| 16                                        | L. Rousset        | 15      | DNF    | 14         | 14                     | 19     | 11      | 20          | 16      | 16     |
| 17                                        | A. Festante       | 10      | 19     | 13         | 22                     | DNF    | 21      | 16          | DNF     | 13     |
| 18                                        | S. Freymuth       | 14      | 17     | DNF        | 21                     | 14     | 10      | 17          | 28*     | 12     |
| 19                                        | V. Bernier        | 11      | 14     | 24*        | 17                     | 15     | 19      |             | 26      | 11     |
| 20                                        | R. Vukov          | 18      | 18     | 17         | 25                     | 18     |         |             | 12      | 6      |
| 21                                        | S. Shahin         | 23      | 23*    | 16         | 28                     | DNF    | DNF     | 23          | 19      | 1      |
| 22                                        | R. Lindland       | 24      | 20     |            | 24                     | 21     | 20      | 19          | 21      | 1      |
| 23                                        | F. Monje          | 20      | 21     |            |                        |        |         |             |         | 0      |
| 24                                        | S. Spreng         | 25      | 22     |            |                        |        |         | 24          |         | 0      |
| Nicht in der Fahrerwertung berücksichtigt |                   |         |        |            |                        |        |         |             |         |        |
| NC                                        | W. Boerekamps     |         |        |            |                        |        |         | 10          | 8       | -      |
| NC                                        | F. Schuring       |         |        |            |                        |        | DNF     | 8           |         | -      |
| NC                                        | G. Quaresmini     |         |        |            |                        |        |         | 15          | 9       | -      |
| NC                                        | L. Hartog         |         |        |            |                        | 9      |         |             |         | -      |
| NC                                        | D. Schouten       |         |        | DNF        |                        |        | 12      |             |         | -      |
| NC                                        | D. Bertonelli     | 13      |        |            |                        |        |         |             | 20      | -      |
| NC                                        | G. Burton         |         |        |            | 13                     |        |         |             |         | -      |
| NC                                        | M. Hernandez      |         |        |            |                        |        | 14      |             |         | -      |
| NC                                        | D. Ros            |         |        |            |                        |        |         | 14          |         | -      |
| NC                                        | P. Armanni        | 19      |        |            |                        |        |         |             | 14      | -      |
| NC                                        | A. Whiteside      |         |        |            | 15                     |        |         |             |         | -      |
| NC                                        | G. Gamble         |         |        |            | 16                     |        |         |             |         | -      |
| NC                                        | H. Felbermayr     | 21      |        | 21         |                        | 20     |         |             | 18      | -      |
| NC                                        | T. Glock          |         |        | 18         |                        |        |         |             |         | -      |
| NC                                        | G. Maggi          |         |        | 19         |                        |        | 22      |             |         | -      |
| NC                                        | J. Wallis         |         |        |            | 19                     |        |         |             |         | -      |
| NC                                        | C. Taurisano      |         |        | 20         |                        |        |         |             |         | -      |
| NC                                        | J. Stanton        |         |        |            | 20                     |        |         |             |         | -      |
| NC                                        | G. Guirreri       | 22      |        |            |                        |        |         |             | 23      | -      |
| NC                                        | E. Pisani         |         |        | 22         |                        |        | 23*     |             |         | -      |
| NC                                        | C. Chassang       |         |        |            |                        | 22     | DNF     |             |         | -      |
| NC                                        | P. Gnemmi         |         |        |            |                        |        |         |             | 22      | -      |
| NC                                        | J. Dieppa         |         |        | 23         |                        |        |         |             |         | -      |
| NC                                        | O. Jackson        |         |        |            | 23                     |        |         |             |         | -      |
| NC                                        | P. Meijer         |         |        |            |                        |        |         | 24          |         | -      |
| NC                                        | D. Bastien        |         |        |            |                        |        |         |             | 24      | -      |
| NC                                        | J. Groenewegen    |         |        |            |                        |        |         | 25          |         | -      |
| NC                                        | M. Crees          |         |        |            | 27                     |        |         |             |         | -      |
| NC                                        | A. Imperato       |         |        |            |                        |        |         |             | 27      | -      |
| NC                                        | S. Iaquinta       | DNF     |        |            |                        |        |         |             | DNF     | -      |
| NC                                        | N. Troost         |         |        |            |                        |        |         | DNF         |         | -      |
| NC                                        | F. Taraborelli    | DNQ     |        |            |                        |        |         |             |         | -      |
| Pos.                                      | Fahrer            | Italien | Monaco | Osterreich | Vereinigtes Konigreich | Ungarn | Belgien | Niederlande | Italien | Punkte |

| Legende       | Legende                        | Legende                                                              |
| Farbe         | Abkürzung                      | Bedeutung                                                            |
| ------------- | ------------------------------ | -------------------------------------------------------------------- |
| Gold          | –                              | Sieg                                                                 |
| Silber        | –                              | 2. Platz                                                             |
| Bronze        | –                              | 3. Platz                                                             |
| Grün          | –                              | 4. bis 10. Platz                                                     |
| Hellblau      | –                              | 10. Platz aufwärts (punktberechtigt)                                 |
| Blau          | –                              | Klassifiziert außerhalb der Punkteränge                              |
| Dunkelblau    | –                              | Klassifiziert innerhalb der Punkteränge aber keine Punktberechtigung |
| Violett       | DNF                            | Rennen nicht beendet (did not finish)                                |
| Violett       | NC                             | nicht klassifiziert (not classified)                                 |
| Rot           | DNQ                            | nicht qualifiziert (did not qualify)                                 |
| Rot           | DNPQ                           | in Vorqualifikation gescheitert (did not pre-qualify)                |
| Schwarz       | DSQ                            | disqualifiziert (disqualified)                                       |
| Weiß          | DNS                            | nicht am Start (did not start)                                       |
| Weiß          | WD                             | zurückgezogen (withdrawn)                                            |
| ohne          | PO                             | nur am Training teilgenommen (practiced only)                        |
| ohne          | DNP                            | nicht am Training teilgenommen (did not practice)                    |
| ohne          | INJ                            | verletzt oder krank (injured)                                        |
| ohne          | EX                             | ausgeschlossen (excluded)                                            |
| ohne          | DNA                            | nicht erschienen (did not arrive)                                    |
| ohne          | C                              | Rennen abgesagt (cancelled)                                          |
| ohne          | keine Teilnahme                |                                                                      |
| sonstige      | P/fett                         | Pole-Position                                                        |
| sonstige      | SR/kursiv                      | Schnellste Rennrunde                                                 |
| sonstige      | Q                              | Extrapunkte für Pole-Position                                        |
| sonstige      | X                              | Extrapunkte für gewonnene Positionen                                 |
| sonstige      | *                              | nicht im Ziel, aufgrund der zurückgelegten Distanz aber gewertet     |
| sonstige      | ()                             | Streichresultate                                                     |
| unterstrichen | Führender in der Gesamtwertung |                                                                      |

### Rookiewertung
| Pos. | Fahrer       | Italien | Monaco | Osterreich | Vereinigtes Konigreich | Ungarn | Belgien | Niederlande | Italien | Punkte |
| ---- | ------------ | ------- | ------ | ---------- | ---------------------- | ------ | ------- | ----------- | ------- | ------ |
| 01   | R. de Haan   | 4       | 9      | 10         | 3                      | 16     | 7       | 3           | 7       | 76     |
| 02   | K. Haverkort | 6       | 4      | 5          | 7                      | 3      | 18      | 6           | 29*     | 73     |
| 03   | M. Jaubert   | DNF     | 10     | 8          | 10                     | 8      | DNF     | 7           | 16      | 40     |
| 04   | T. Oeverhaus | 5       | 12     | 7          | 11                     | 17     | 17      | 18          | 13      | 38     |
| 05   | L. Zendeli   | 17      | 11     | 15         | 8                      | 11     | 13      | 12          | 11      | 36     |
| 06   | A. Levi      | 9       | 15     | DNF        | 12                     | 13     | 8       | 21          | DNF     | 24     |
| 07   | A. Tauscher  | DNF     | 13     | DNF        | 18                     | 10     | 15      | 11          | 17      | 23     |
| 08   | S. Freymuth  | 14      | 17     | DNF        | 21                     | 14     | 10      | 17          | 28*     | 17     |
| 09   | L. Rousset   | 15      | DNF    | 14         | 14                     | 19     | 11      | 20          | 14      | 16     |
| 10   | F. Braschi   | 16      | 16     | 11         | 26                     |        | 16      | DNF         | 10      | 15     |
| 11   | A. Festante  | 10      | 19     | 13         | 22                     | DNF    | 21      | 16          | DNF     | 13     |
| 12   | V. Bernier   | 11      | 14     | 24*        | 17                     | 15     | 19      |             | 26      | 11     |
| Pos. | Fahrer       | Italien | Monaco | Osterreich | Vereinigtes Konigreich | Ungarn | Belgien | Niederlande | Italien | Punkte |

| Legende       | Legende                        | Legende                                                              |
| Farbe         | Abkürzung                      | Bedeutung                                                            |
| ------------- | ------------------------------ | -------------------------------------------------------------------- |
| Gold          | –                              | Sieg                                                                 |
| Silber        | –                              | 2. Platz                                                             |
| Bronze        | –                              | 3. Platz                                                             |
| Grün          | –                              | 4. bis 10. Platz                                                     |
| Hellblau      | –                              | 10. Platz aufwärts (punktberechtigt)                                 |
| Blau          | –                              | Klassifiziert außerhalb der Punkteränge                              |
| Dunkelblau    | –                              | Klassifiziert innerhalb der Punkteränge aber keine Punktberechtigung |
| Violett       | DNF                            | Rennen nicht beendet (did not finish)                                |
| Violett       | NC                             | nicht klassifiziert (not classified)                                 |
| Rot           | DNQ                            | nicht qualifiziert (did not qualify)                                 |
| Rot           | DNPQ                           | in Vorqualifikation gescheitert (did not pre-qualify)                |
| Schwarz       | DSQ                            | disqualifiziert (disqualified)                                       |
| Weiß          | DNS                            | nicht am Start (did not start)                                       |
| Weiß          | WD                             | zurückgezogen (withdrawn)                                            |
| ohne          | PO                             | nur am Training teilgenommen (practiced only)                        |
| ohne          | DNP                            | nicht am Training teilgenommen (did not practice)                    |
| ohne          | INJ                            | verletzt oder krank (injured)                                        |
| ohne          | EX                             | ausgeschlossen (excluded)                                            |
| ohne          | DNA                            | nicht erschienen (did not arrive)                                    |
| ohne          | C                              | Rennen abgesagt (cancelled)                                          |
| ohne          | keine Teilnahme                |                                                                      |
| sonstige      | P/fett                         | Pole-Position                                                        |
| sonstige      | SR/kursiv                      | Schnellste Rennrunde                                                 |
| sonstige      | Q                              | Extrapunkte für Pole-Position                                        |
| sonstige      | X                              | Extrapunkte für gewonnene Positionen                                 |
| sonstige      | *                              | nicht im Ziel, aufgrund der zurückgelegten Distanz aber gewertet     |
| sonstige      | ()                             | Streichresultate                                                     |
| unterstrichen | Führender in der Gesamtwertung |                                                                      |

### Teamwertung
| Pos. | Team                        | Nr. | Italien | Monaco | Osterreich | Vereinigtes Konigreich | Ungarn | Belgien | Niederlande | Italien | Punkte |
| ---- | --------------------------- | --- | ------- | ------ | ---------- | ---------------------- | ------ | ------- | ----------- | ------- | ------ |
| 01   | Schumacher CLRT             | 10  | 3       | 5      | 3          | 2                      | 2      | 1       | 26*         | 6       | 272    |
| 01   | Schumacher CLRT             | 11  | DNF     | 8      | 6          | 5                      | 6      | 5       | 9           | 1       | 272    |
| 01   | Schumacher CLRT             | 12  | 1       | 1      | 1          | 1                      | 7      | 4       | 1           | 2       | 272    |
| 02   | BWT Lechner Racing          | 01  | 2       | 2      | 2          | 4                      | 1      | 3       | 5           | 3       | 221    |
| 02   | BWT Lechner Racing          | 02  | 4       | 9      | 10         | 3                      | 16     | 7       | 4           | 7       | 221    |
| 02   | BWT Lechner Racing          | 03  | 5       | 12     | 7          | 11                     | 17     | 17      | 18          | 13      | 221    |
| 03   | Universer by Team GP Elite  | 23  | 7       | 7      | 12         | 29*                    | 4      | 2       | 3           | 5       | 147    |
| 03   | Universer by Team GP Elite  | 24  | 6       | 4      | 5          | 7                      | 3      | 18      | 6           | 29*     | 147    |
| 03   | Universer by Team GP Elite  | 25  | 9       | 15     | DNF        | 12                     | 13     | 8       | 21          | DNF     | 147    |
| 04   | Ombra S.R.L.                | 18  | 8       | 3      | 4          | 6                      | 5      | 6       | 13          | 4       | 125    |
| 04   | Ombra S.R.L.                | 19  | 17      | 11     | 15         | 8                      | 11     | 13      | 12          | 11      | 125    |
| 04   | Ombra S.R.L.                | 20  | 18      | 18     | 17         | 25                     | 18     |         |             | 12      | 125    |
| 05   | Dinamic Motorsport SRL      | 07  | 10      | 19     | 13         | 22                     | DNF    | 21      | 16          | DNF     | 82     |
| 05   | Dinamic Motorsport SRL      | 08  | 16      | 16     | 11         | 26                     |        | 16      | DNF         | 10      | 82     |
| 05   | Dinamic Motorsport SRL      | 09  | 12      | 6      | 9          | 9                      | 12     | 9       | 2           | 25      | 82     |
| 06   | Martinet by Alméras         | 16  | DNF     | 10     | 8          | 10                     | 8      | DNF     | 7           | 15      | 49     |
| 06   | Martinet by Alméras         | 17  | 11      | 14     | 24*        | 17                     | 15     | 19      |             | 26      | 49     |
| 07   | Martinet / Forestier Racing | 13  | 15      | DNF    | 14         | 14                     | 19     | 11      | 20          | 16      | 29     |
| 07   | Martinet / Forestier Racing | 14  | 20      | 21     |            |                        |        |         |             |         | 29     |
| 08   | Proton Huber Competition    | 04  | DNF     | 13     | DNF        | 18                     | 10     | 15      | 11          | 17      | 29     |
| 08   | Proton Huber Competition    | 05  | 14      | 17     | DNF        | 21                     | 14     | 10      | 17          | 28*     | 29     |
| 08   | Proton Huber Competition    | 06  | 24      | 20     |            | 24                     | 21     | 20      | 19          | 21      | 29     |
| 09   | GP Elite                    | 21  | 25      | 22     |            |                        |        |         | 24          |         | 8      |
| Pos. | Team                        | Nr. | Italien | Monaco | Osterreich | Vereinigtes Konigreich | Ungarn | Belgien | Niederlande | Italien | Punkte |

| Legende       | Legende                        | Legende                                                              |
| Farbe         | Abkürzung                      | Bedeutung                                                            |
| ------------- | ------------------------------ | -------------------------------------------------------------------- |
| Gold          | –                              | Sieg                                                                 |
| Silber        | –                              | 2. Platz                                                             |
| Bronze        | –                              | 3. Platz                                                             |
| Grün          | –                              | 4. bis 10. Platz                                                     |
| Hellblau      | –                              | 10. Platz aufwärts (punktberechtigt)                                 |
| Blau          | –                              | Klassifiziert außerhalb der Punkteränge                              |
| Dunkelblau    | –                              | Klassifiziert innerhalb der Punkteränge aber keine Punktberechtigung |
| Violett       | DNF                            | Rennen nicht beendet (did not finish)                                |
| Violett       | NC                             | nicht klassifiziert (not classified)                                 |
| Rot           | DNQ                            | nicht qualifiziert (did not qualify)                                 |
| Rot           | DNPQ                           | in Vorqualifikation gescheitert (did not pre-qualify)                |
| Schwarz       | DSQ                            | disqualifiziert (disqualified)                                       |
| Weiß          | DNS                            | nicht am Start (did not start)                                       |
| Weiß          | WD                             | zurückgezogen (withdrawn)                                            |
| ohne          | PO                             | nur am Training teilgenommen (practiced only)                        |
| ohne          | DNP                            | nicht am Training teilgenommen (did not practice)                    |
| ohne          | INJ                            | verletzt oder krank (injured)                                        |
| ohne          | EX                             | ausgeschlossen (excluded)                                            |
| ohne          | DNA                            | nicht erschienen (did not arrive)                                    |
| ohne          | C                              | Rennen abgesagt (cancelled)                                          |
| ohne          | keine Teilnahme                |                                                                      |
| sonstige      | P/fett                         | Pole-Position                                                        |
| sonstige      | SR/kursiv                      | Schnellste Rennrunde                                                 |
| sonstige      | Q                              | Extrapunkte für Pole-Position                                        |
| sonstige      | X                              | Extrapunkte für gewonnene Positionen                                 |
| sonstige      | *                              | nicht im Ziel, aufgrund der zurückgelegten Distanz aber gewertet     |
| sonstige      | ()                             | Streichresultate                                                     |
| unterstrichen | Führender in der Gesamtwertung |                                                                      |